# 道奇城公共圖書館
道奇城公共圖書館（英語：Dodge City Public Library）位於美國堪薩斯州道奇城第二北大道1001號，為道奇城一座主要的圖書館。此圖書館屬於堪薩斯州西南部圖書館系統（Southwest Kansas Library System）的成員之一，館藏約123,000冊，且每年書籍流通次數超過189,000次。此圖書館提供了多項服務，包含電腦課程、公共上網設施，以及適合兒童和成人的方案等。

## 歷史
1905年，道奇城居民團體請求慈善家安德鲁·卡内基在城市內投資興建一座圖書館。卡内基答應，並撥款7,500美元；1906年開始在市區內的第二北大道與西杉木街路口興建，1907年2月完工啟用。1979年，此棟建築收錄在國家史蹟名錄中。1981年，道奇城藝術委員會（Dodge City Arts Council）獲得經費來維護此棟建築，並且成立卡內基藝術中心。
圖書館在1981年搬遷至當前館址。

## 市內其他圖書館
其他在城市內的圖書館包含道奇城社區學院圖書館以及堪薩斯遺產中心（Kansas Heritage Center），其中道奇城社區學院圖書館館藏30,000冊，並且也是聯邦送存圖書館之一；而堪薩斯遺產中心為非營利資源中心與研究圖書館，由道奇城公立學校所營運，以堪薩斯州、北美大平原以及美國舊西部的歷史為主。

## 外部連結
- Dodge City Public Library （页面存档备份，存于） - official site